# Orhan Akkurt
Orhan Akkurt (* 14. Juli 1985 in München) ist ein deutscher Fußballspieler und -trainer.

## Karriere
Akkurt begann seine Karriere beim Münchner Fußballverein TSV Großhadern. Im Sommer 2009 wechselte er zum Landesligisten SV Heimstetten, wo er zum Stammspieler avancierte und mit dem er den Aufstieg in die Bayernliga erreichte. Im Sommer 2010 wurde er vom Drittligisten Wacker Burghausen unter Vertrag genommen. Sein erstes Profispiel bestritt er nach Einwechslung für Peter Hackenberg am 7. August 2010 gegen Jahn Regensburg.
Akkurt wechselte zum 1. Januar 2011 wieder zum SV Heimstetten.
Seit 1. Juli 2021 trainiert Akkurt den SV Pullach.